# Гібридна паперово-полімерна банкнота

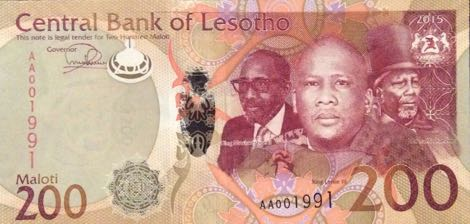
Гібридна банкнота Лесото 200 Малоті в оптиці De La Rue

Гібридна паперово-полімерна банкнота або банкнота з композитною основою — це банкнота, виготовлена із суміші паперу та полімерної речовини.
Гібридні банкноти — це, по суті, паперові банкноти з полімерною накладкою. Полімерна латка/стрічка наноситься вертикально по всій висоті паперової банкноти, створюючи таким чином прозоре вікно. Висота полімерного вікна зазвичай становить 74 мм залежно від висоти банкноти × 16 мм. Його товщина становить 25 мікрон. Болгарія була першою країною, яка випустила гібридну паперово-полімерну банкноту номіналом 20 болгарських левів у 2005 році.
Серед виробників гібридних банкнот — Giesecke+Devrient's Hybrid і Varifeye, De La Rue's Optiks, Louisenthal's Hybrid, Landqart AG's DuraSafe і Banque de France's EverFit.
До країн, які використовують гібридні банкноти, належать:
- Алжир
- Багамські Острови
- Бермудські Острови
- Болгарія
- Бурунді
- Бутан
- Вірменія
- Есватіні
- Європейський Союз
- Зімбабве
- Ірак
- Ісландія
- Казахстан
- Камбоджа
- Катар
- Коморські острови
- Латвія
- Лесото
- Мавританія
- Мадагаскар
- Малайзія
- Марокко
- Об'єднані Арабські Емірати
- Оман
- Папуа Нова Гвінея
- Південна Африка
- Росія
- Сейшельські острови
- Соломонові острови
- Суринам
- Таджикистан
- Тонга
- Фіджі
- ЦАР
- Швейцарія
- Шотландія
- Ямайка

## Галерея

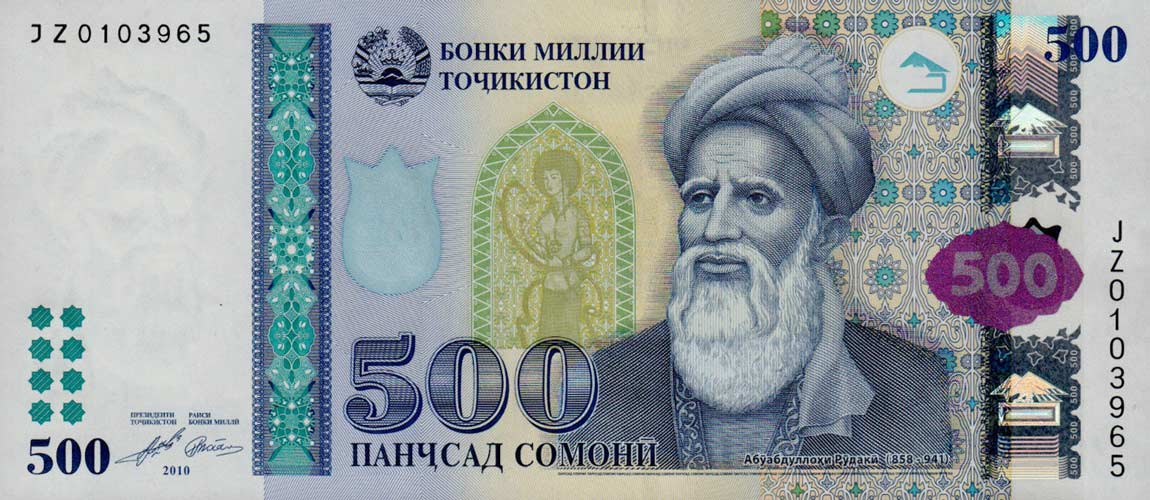
Таджикистан 500 сомоні в гібриді G+D
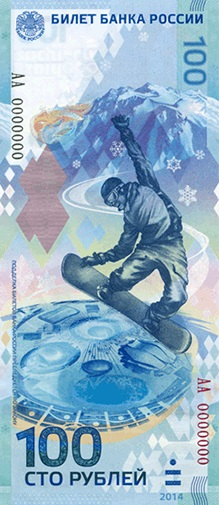
Росія 100 рублів, присвячених зимовій Олімпіаді 2014 року.
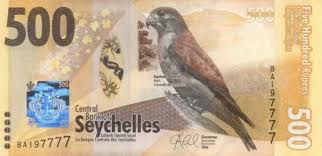
Гібридна банкнота Сейшельських рупій 500 в оптиці De La Rue.
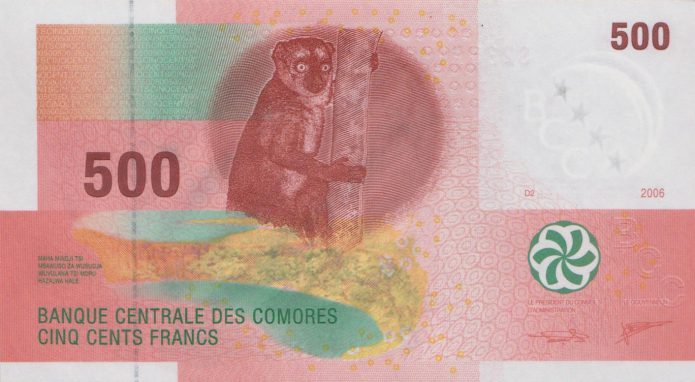
Гібридна банкнота Коморських островів 500 франків.
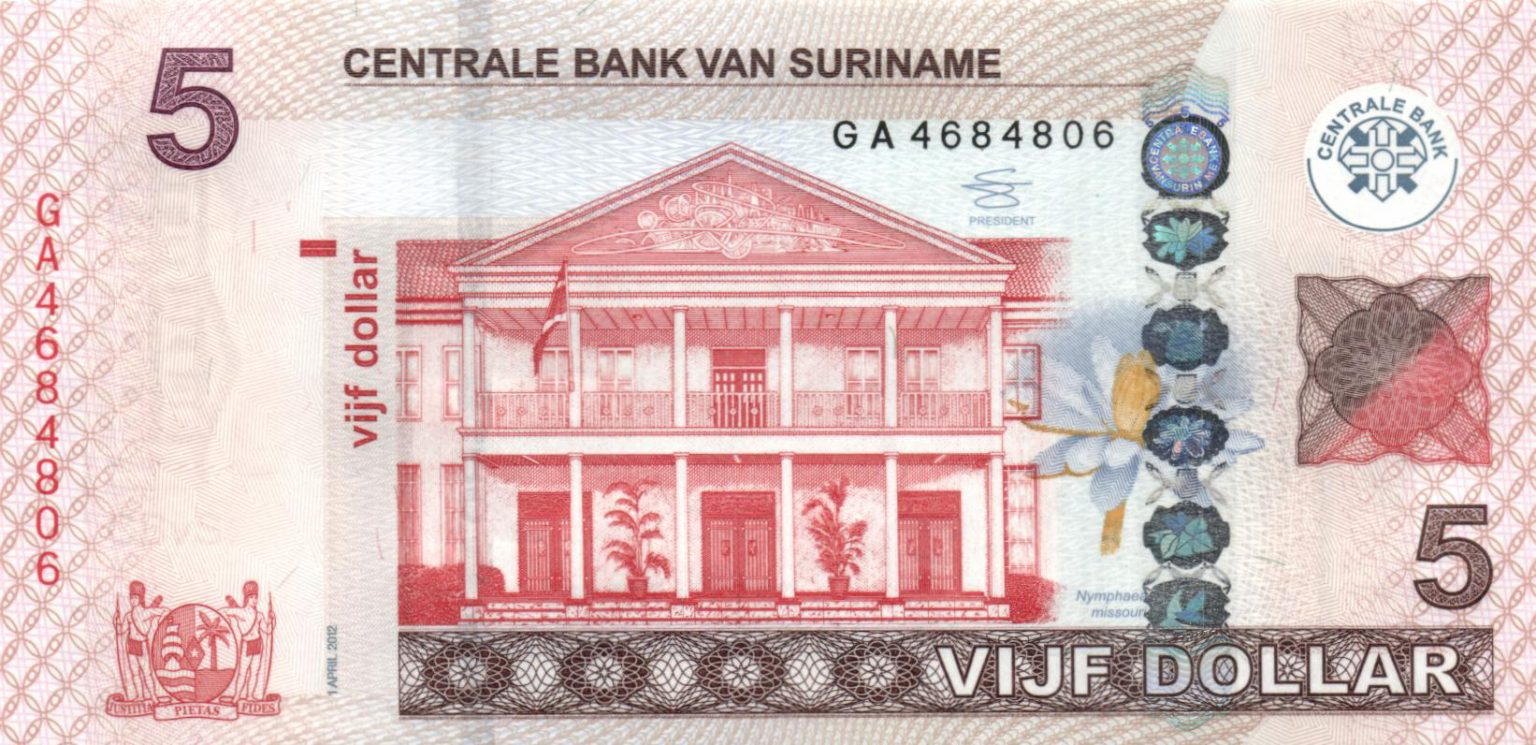
Гібридна банкнота Суринаму 5 доларів.
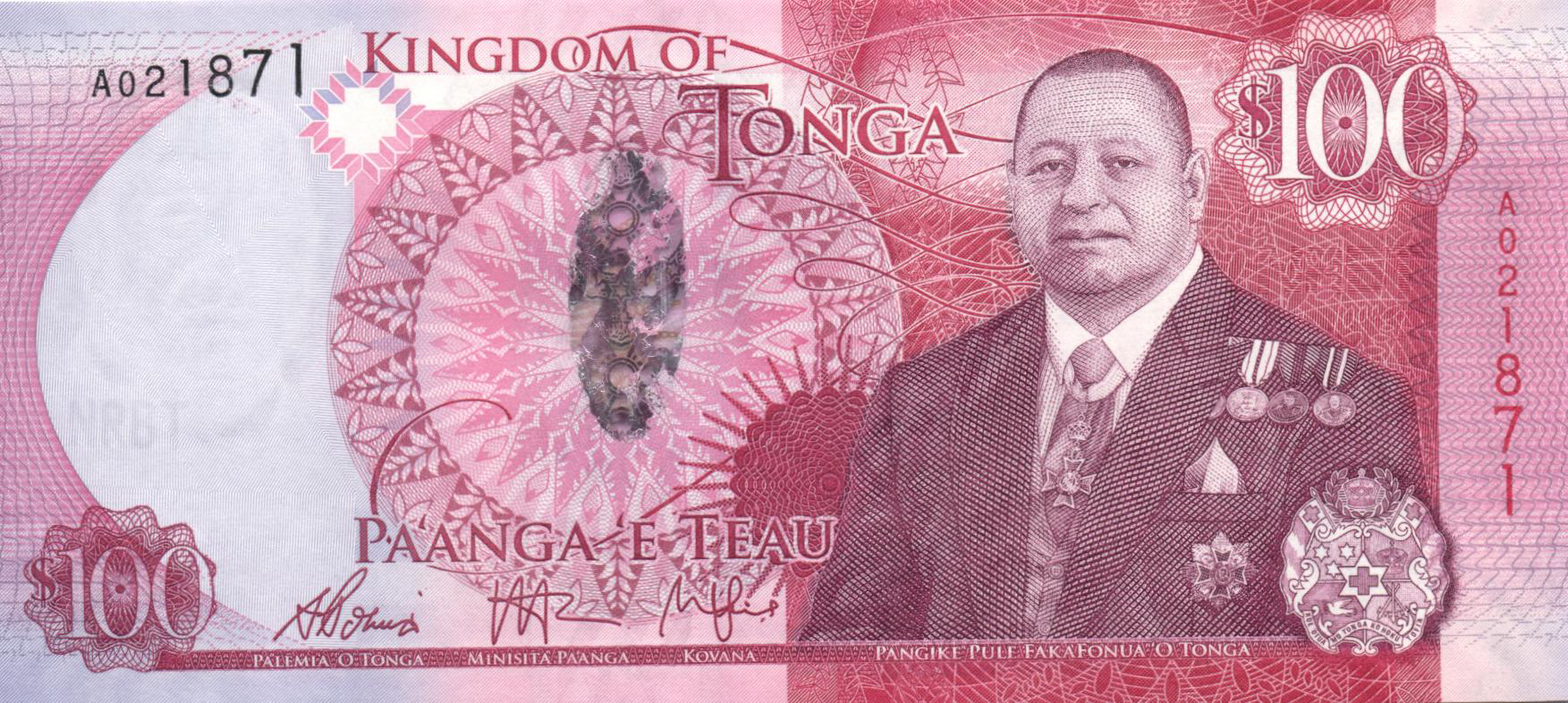
Гібридна банкнота Тонга Паанга 100 опіток де ла Рю.
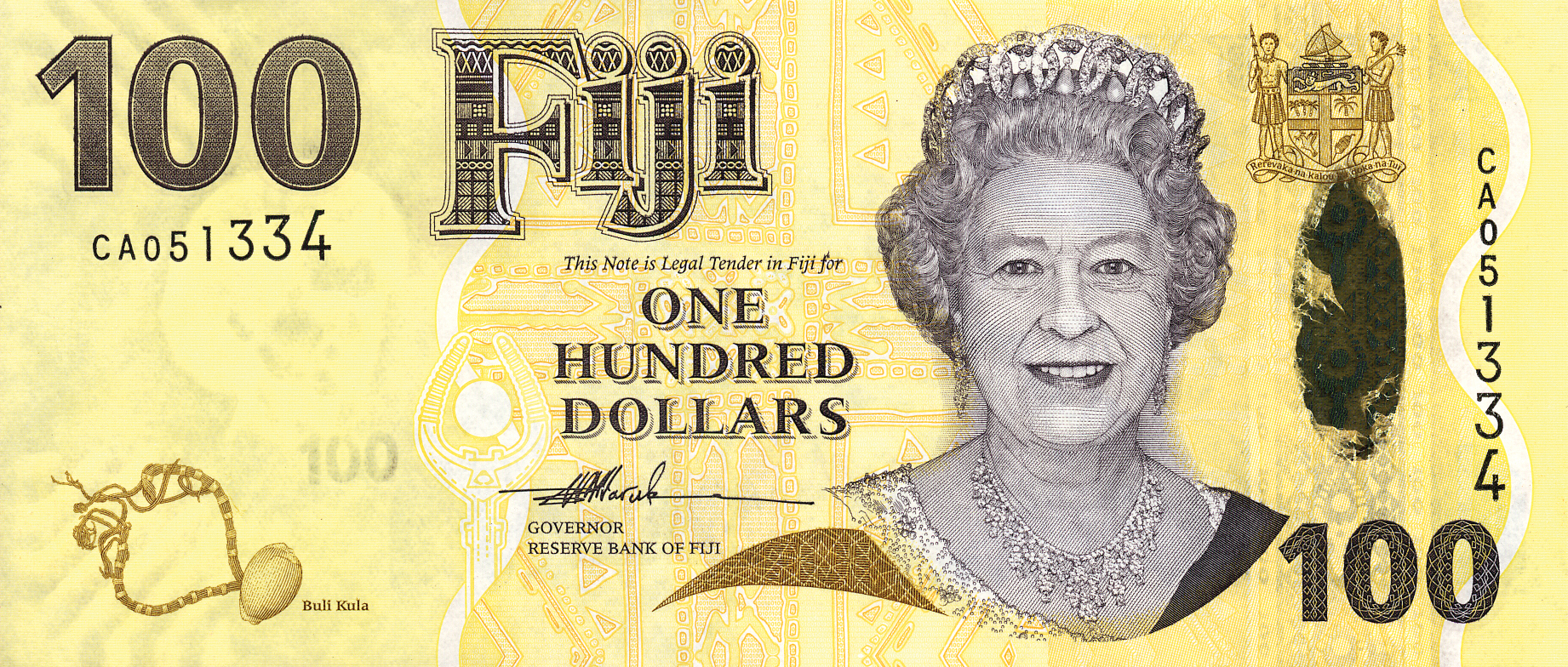
Фіджі 100 доларів в оптиці De La Rue.
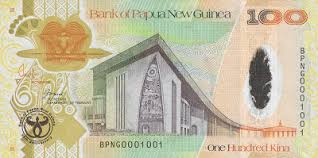
Папуа Нова Гвінея 100 кіна в оптиці De La Rue.
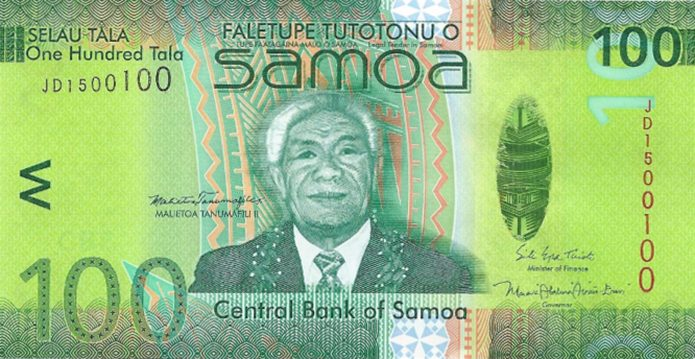
Самоа 100 тала в оптиці De La Rue.
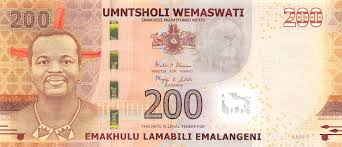
Eswatini 200 Lilageni в гібриді G+D.
Камбоджа 15000 рієлів у DuraSafe від Landqart AG.
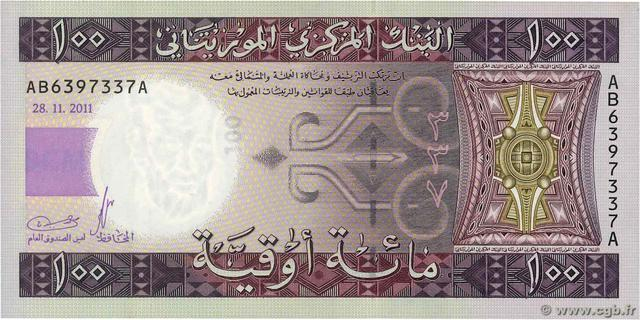
100 Мавританія Угія в гібриді G+D.
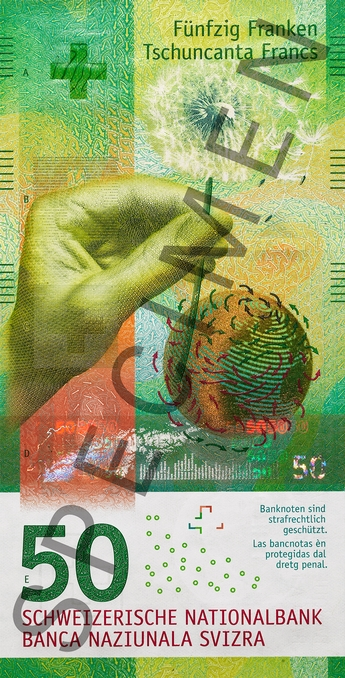
Гібридна банкнота номіналом 50 франків 9-ї серії швейцарського франка в DuraSafe виробництва Landqart AG.
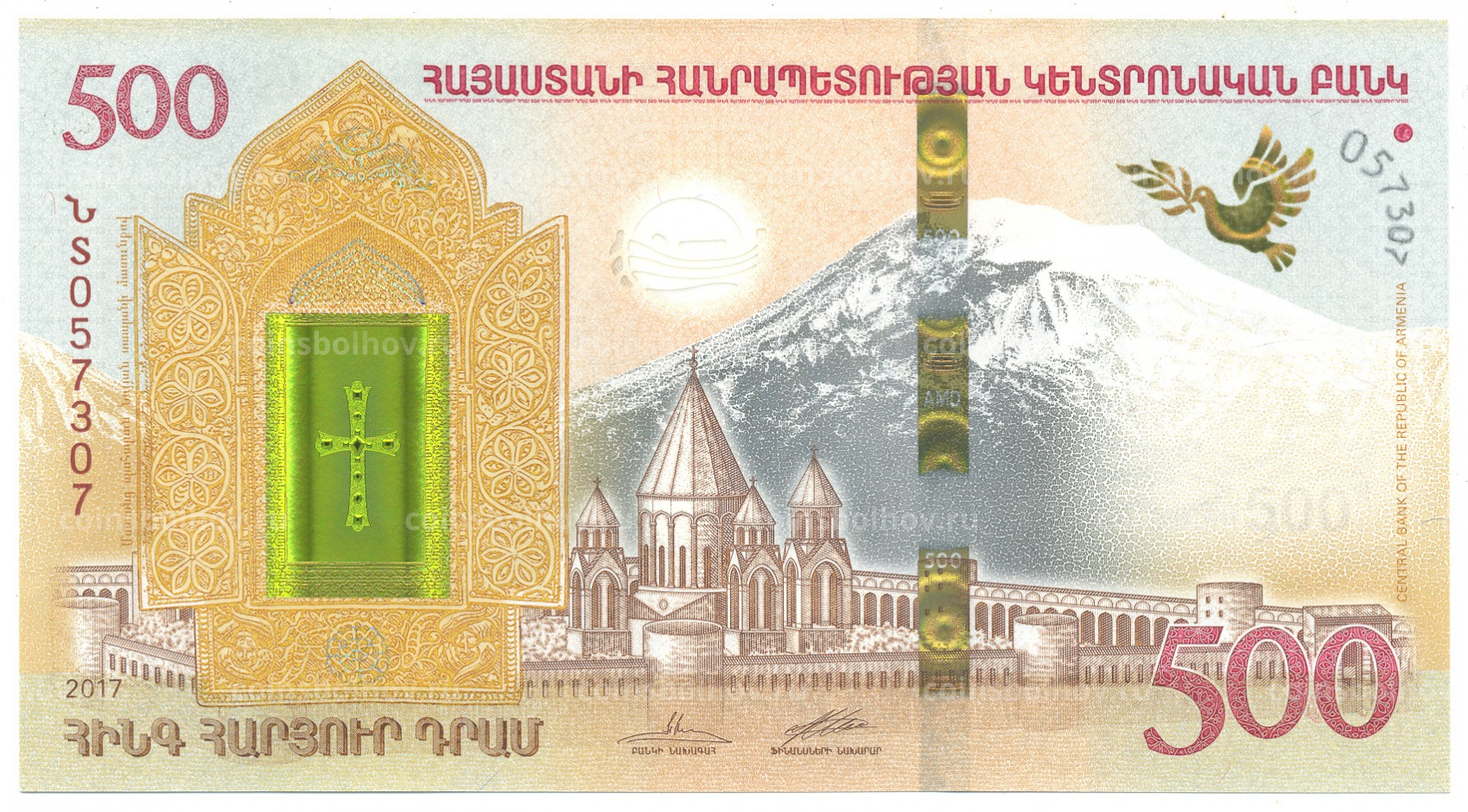
Випущено гібридні 500 вірменських драм на згадку про Ноїв ковчег.
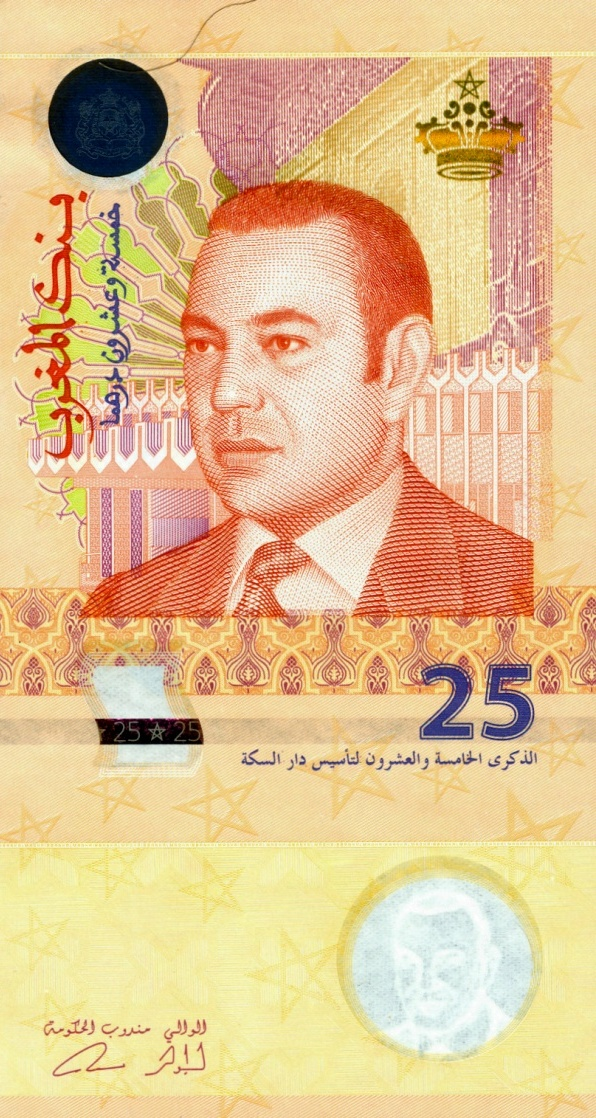
Марокканський дирхам 25, виготовлений у DuraSafe компанії Landqart AG.